# Ibn al-Qaysi al-Basti
Ibn al-Qaysi al-Basti, también conocido como Abd al-Karim al-Basti, fue el último poeta andalusí, quien reflejó el desastre final del reino nazarí.

## Biografía
Nació en Baza, probablemente en la primera década del siglo xv y se educó por sayj Abu Abd Allah al-Baggani.
Tuvo tres hijos, dos de ellos gemelos, que murieron a corta edad. Ocupó varios cargos como imam y jeque encargado del sermón (jutba) del viernes, así como gobernador de alguna provincia nazarí en dos ocasiones, cargos de los cuales fue destituido.
Era dueño de una escribanía a la que acudían amigos suyos para intercambiar opiniones literarias o políticas.
Vivió el ataque contra Baza y escribió:

Por ello abandonamos los hogares

y nuestros párpados se embriagaron de desvelo.

No quedó allí, en este lugar, ningún ser humano

al que no vieras que el exilio le sobreviniera

por estos enemigos que nos dañaron, quemando

las cosechas de nuestra tierra que ardieron.

Fue detenido en las mazmorras de Úbeda por los cristianos, y luego trabajó duramente bajo las órdenes de uno de ellos para ser vendido después como esclavo. Consiguió vender sus libros por 1000 dinares para pagar su libertad.
Pero cuando volvió a Baza, su escribanía, repleta de formularios notariales, documentos y libros fueron quemados en una revuelta que se produjo en la ciudad debido a la inseguridad que se vivía en Baza en esa época.
Su testimonio tiene gran valor por ser la única voz andalusí que testimonia las condiciones reales de la vida en Al-Ándalus en un árabe propio de la época.

## Trabajo
El único manuscrito con la recopilación de sus poesíad, su Diwan, que se encuentra en la Biblioteca Nacional del Reino de Marruecos en Rabat, no contiene muchas precisiones históricas referidas a los acontecimientos de la época, excepto a la de 1433 que se produjo la conquista cristiana del castillo de Alicún.
Tiene un gran valor literario por su composición poética para el estudio de la lengua y literatura árabes en Al-Ándalus.
Como no escribía para alguien superior a él, ni escribía para celebraciones ajenas, sus obras expresan sin censura y con mucha claridad los sentimientos de los andalusíes ante el desastre que les esperaban. Eso revaloriza el valor de los versos. 
Mostraba la rabia y la importancia ante la ineficacia de los gobernantes, dedicados a las intrigas y alas luchas internas en vez de a la defensa de sus ciudades.
Con sus versos pidió a los andalusíes que despertaran y lucharan contra el enemigo al ver todo lo que se perdía.
Pero con el tiempo la rebeldía de al-Qaysi se agotó y adoptó una postura resignada común a la mayoría de sus contemporáneos.
Los versos de al-Qaysi confirman la pérdida de Gibraltar, la conquista de los castillos de Archidona y Alicún por los cristianos y los ataques contra las ciudades de Baza y Lorca, que causaron importantes bajas entre sus ciudadanos.
Al-Qaysi forma parte de la poesía árabe, por sus formas, estructura y contenido. Y como es lógico, tuvo rasgos característicos propios del momento y de la zona, destinguiéndose por el uso del léxico coloquial de influencia magrebí.